# فرديناند هيلير
فرديناند هيلير (بالألمانية: Ferdinand Hiller)‏ (و. 1811 – 1885 م) هو ملحن، وعازف بيانو، وموزع (موسيقى)، وأستاذ جامعي ألماني، ولد في فرانكفورت، توفي في كولونيا، عن عمر يناهز 74 عاماً.

## جوائز
حصل على جوائز منها:
- النيشان البافاري الماكسيميلياني للعلوم والفن (1862).

## روابط خارجية
- فرديناند هيلير على موقع الموسوعة البريطانية (الإنجليزية)
- فرديناند هيلير على موقع ميوزك برينز (الإنجليزية)
- فرديناند هيلير على موقع ديسكوغز (الإنجليزية)